# Померли в травні 2015
|  | Службовий список статей, створений для координації робіт з розвитку теми. Це попередження не встановлюється на інформаційні списки і глосарії. |

### 31 травня
- Лагода Наталія Василівна, 41, популярна у 90-і роки співачка.

### 30 травня
- Бо Байден, 46, американський юрист, політик-демократ, генеральний прокурор штату Делавер (2007-2015).

### 29 травня
- Бетсі Палмер, 88, американська акторка кіно і телебачення («Королева бджіл», «П'ятниця 13-е»).

### 28 травня
- Рейнальдо Рей, 75, американський комедійний актор («Ночі Гарлема», «Білі люди не вміють стрибати»).

### 27 травня
- Гальперін Юлій Аркадійович, 87, одеський художник, Народний художник України.

### 26 травня
- Вісенте Аранда, 88, іспанський режисер, сценарист, продюсер, лауреат премії Гойя (1991).

### 25 травня
- Бондаренко Анатолій Дмитрович, 81, український політик; Народний депутат України 1-го скликання; голова Сумської обласної ради (1990).

### 24 травня
- Енн Міра, 85, американська комедійна актриса, мати Бена Стіллера.

### 23 травня

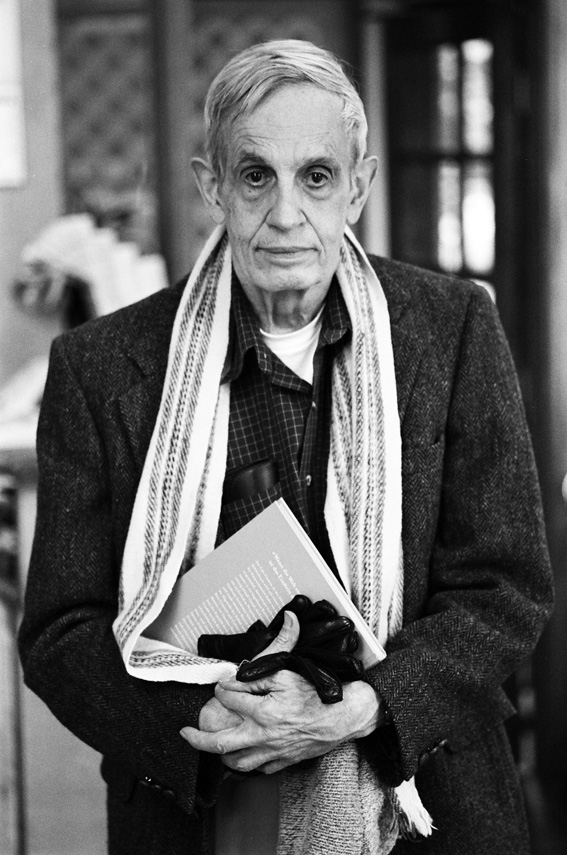
Джон Форбс Неш

- Мозговий Олексій Борисович, 40, український сепаратист, один з лідерів збройних формувань самопроголошеної Луганської народної республіки, командир батальйону «Призрак»; убивство.
- Джон Форбс Неш, 86, американський математик у галузі теорії ігор та диференціальної геометрії. Лауреат Нобелівської премії з економіки (1994) та Абелівської премії (2015); ДТП.

### 22 травня
- Катрюк Володимир, 93, колишній військовослужбовець українського батальйону 118 шуцманшафт, підозрюваний у вбивствах в Хатині (про смерть оголошено 28 травня).

### 21 травня
- Авдиш Зая Зедович, 69, радянський футболіст та український футбольний тренер і функціонер. Заслужений тренер України.

### 19 травня
- Ахмед Латіф огли Аласкаров, 79, радянський футболіст, півзахисник, футбольний тренер заслужений тренер Української РСР, Молдавської РСР, Таджикистану та Азербайджану.
- Євплов Іван Гаврилович, 95, радянський військовик часів Другої світової війни, майор; Герой Радянського Союзу (1945).
- Меньшов Євген Олександрович, 68, радянський та російський актор театру та кіно, телеведучий. Народний артист Росії (2005).

### 18 травня
- Гатльдор Асґрімссон, 67, ісландський політик, прем'єр-міністр Ісландії (2004–2006), міністр закордонних справ Ісландії (1995–2004).
- Реймонд Гослінг, 88, британський науковець, що працював над виведенням структури ДНК.

### 17 травня
- Гіршман Михайло Мойсейович, 77, український літературознавець, професор кафедри теорії літератури Донецького національного університету, один із засновників Донецької філологічної школи, семіолог.[недоступне посилання з липня 2019]

### 16 травня

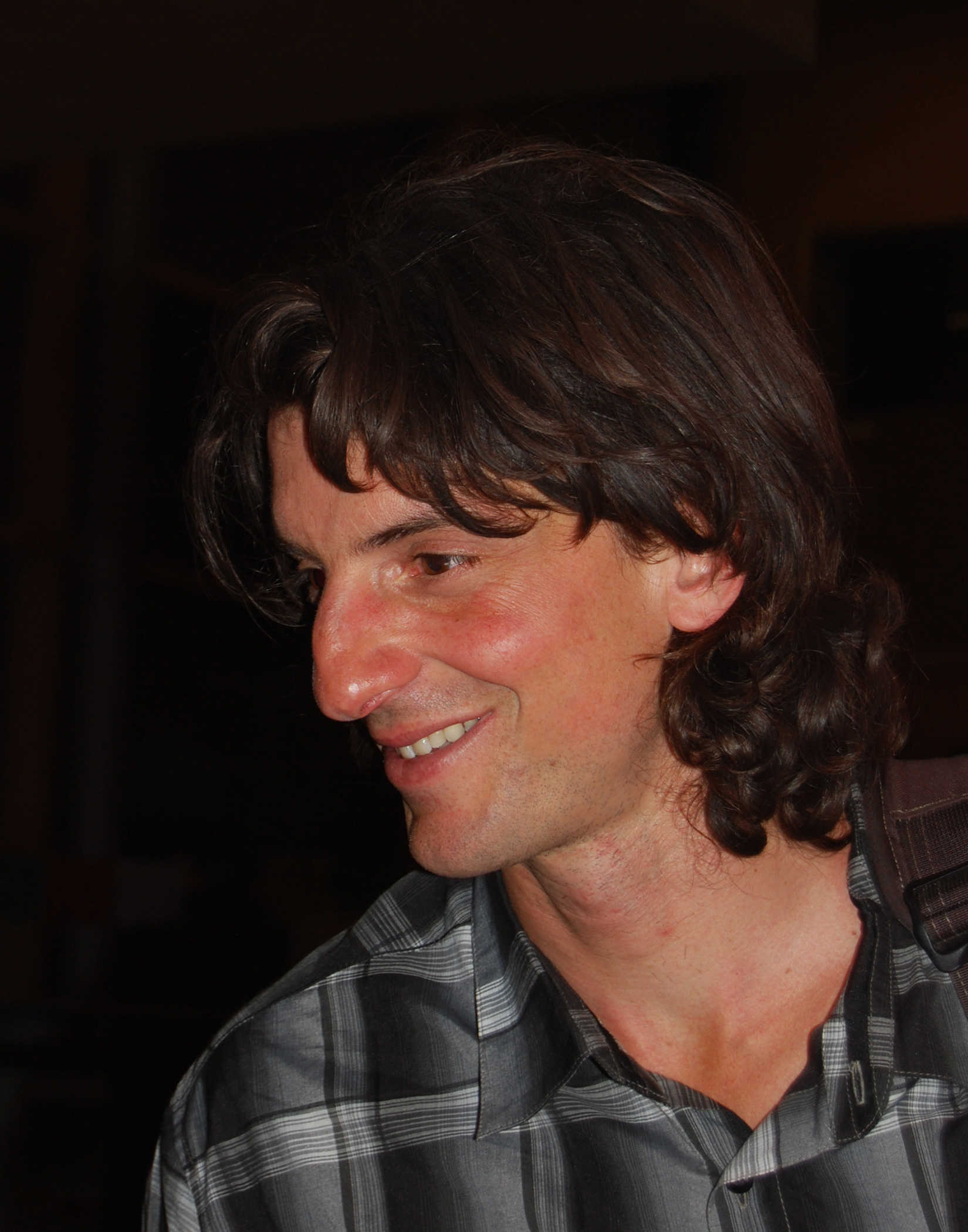
Дін Поттер

- Дін Поттер, 43, американський екстремал; загинув під час BASE—стрибка в парку Йосеміті.

### 15 травня

Тамара Щербатюк

- Щербатюк Тамара Володимирівна, 78, радянська та українська телеведуча, Заслужений працівник культури УРСР.

### 14 травня

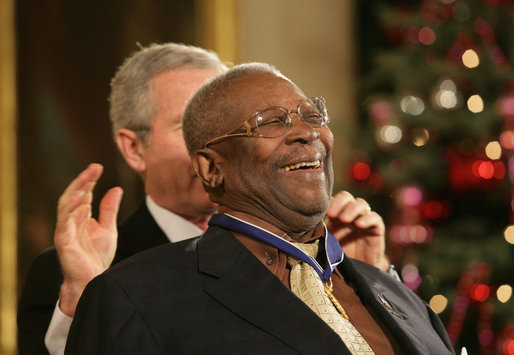
Бі Бі Кінг (15 грудня 2006)

- Бі Бі Кінг, 89, американський блюзовий гітарист і вокаліст.

### 13 травня

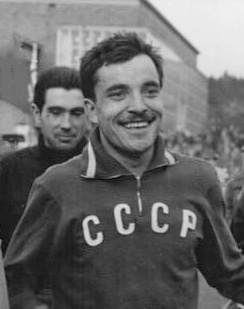
Гайнан Сайдхужин

- Откаленко Ніна Григорівна, 86, заслужений майстер спорту з легкої атлетики, чемпіонка Європи 1954 року в бігу на 800 м.
- Сайдхужин Гайнан Рахматович, 77, радянський (татарського походження) велосипедист, один з найсильніших велосипедистів-аматорів в 60-і роки, переможець велогонки Миру 1962 року в особистому заліку.

### 9 травня
- Елізабет Вілсон, 94, американська актриса («Випускник», «З дев'ятої до п'ятої»).
- Кенан Еврен, 97, турецький військовий та державний діяч, президент Туреччини (1982–1989).

### 8 травня
- Іллєнко Вадим Герасимович, 82, український кінооператор, кінорежисер. Народний артист України.
- Мойбенко Олексій Олексійович, 83, український патофізіолог, академік НАН України.
- Атанас Семерджієв, 90, болгарський політик, генерал-полковник і державний діяч.
- Ткачук Василь Михайлович, 81, український політик, Герой Соціалістичної Праці (1982), Герой України (2002).

### 6 травня
- Джим Райт, 92, американський політик, спікер Палати представників США (1987–1989).

### 5 травня
- Крейг Грабер, 63, американський бас-гітарист (грав в гуртах Elf, Rainbow, Bible Black, Black Sabbath, The Rods, Ozz, Ninja).

### 3 травня
- Чхеїдзе Резо Давидович, 88, відомий грузинський кінорежисер («Батько солдата»), актор, сценарист.

### 2 травня

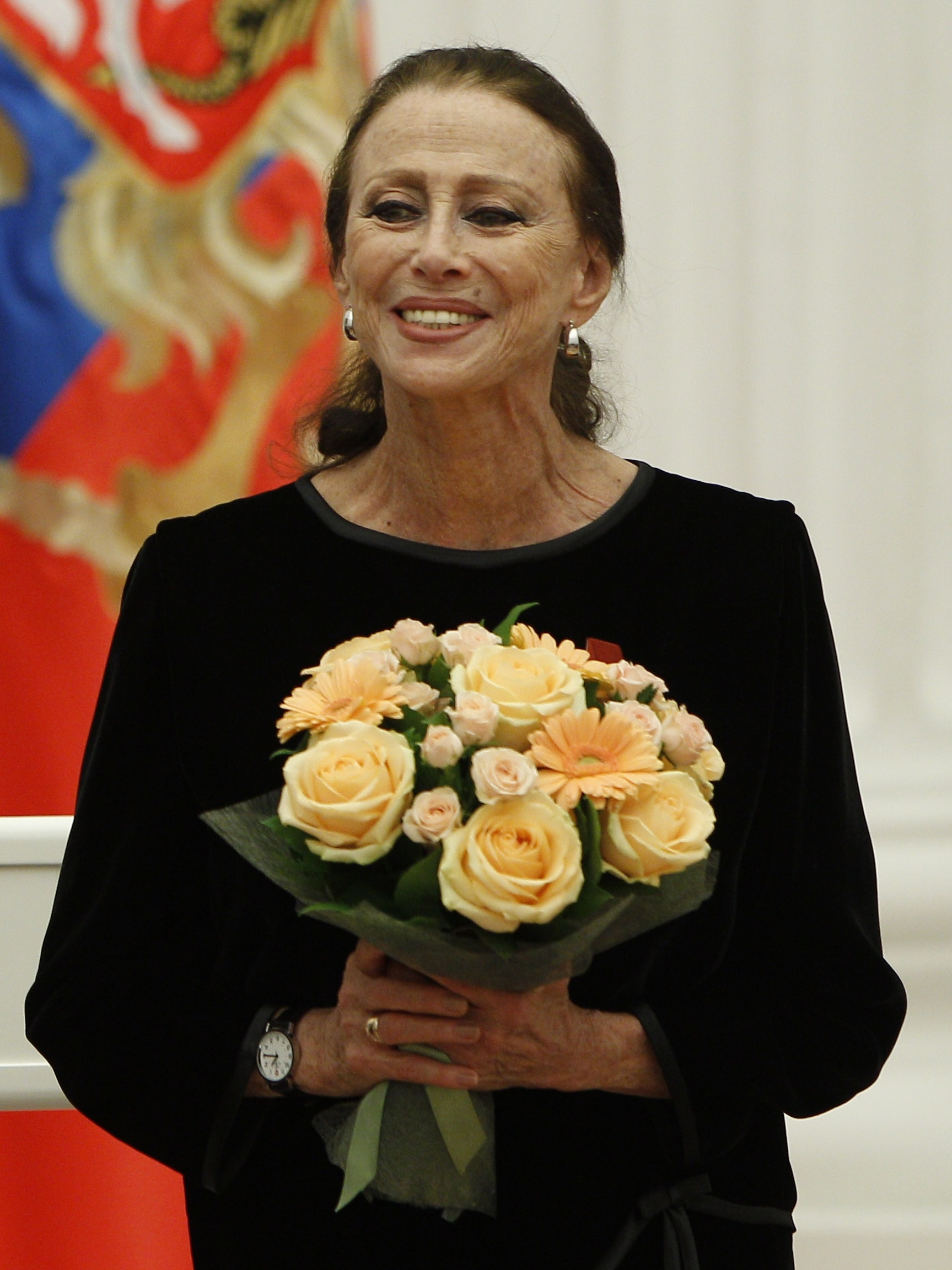
Майя Плісецька

- Стюарт Арчер, 100, британський військовий діяч[1].
- Майкл Блейк, 69, американський письменник, сценарист («Той, що танцює з вовками»).
- Плісецька Майя Михайлівна, 89, видатна радянська і російська артистка балету, хореограф, актриса, народна артистка СРСР (1959).
- Рут Ренделл, 85, британська письменниця, автор популярних детективів та трилерів.
- Іван Терлецький, 92, вояк Української Повстанської Армії.

### 1 травня
- Джеф Дюк, 92, британський мотогонщик, шестиразовий чемпіон світу з шосейно-кільцевих мотоперегонів серії MotoGP: дворазовий у класі 350cc (1951–1952) та чотириразовий у класі 500cc (1951, 1953–1955).
- Дейв Голдберг, 47, американський бізнесмен[2].